# Virgilia D'Andrea
Virgilia D'Andrea, née le 11 février 1888 à Sulmona et morte le 11 mai 1933 à New York, est une militante anarchiste et syndicaliste libertaire italo-américaine.
Activiste en faveur de l'amour libre et de la liberté sexuelle, résistante anti-fasciste, elle est surtout connue pour son œuvre poétique Tormento (Tourment) publié en 1922.

## Biographie
Orpheline à six ans, elle est placée dans un couvent catholique, où elle obtient un diplôme d’institutrice.
Au cours de ses études, elle développe un goût pour la poésie et découvre la théorie anarchiste en autodidacte.
Elle rejoint le Parti socialiste italien, dont l'organe officiel, Avanti! publie ses premiers poèmes.
Au printemps 1917, lors d'une réunion syndicale, elle rencontre Armando Borghi qui devient le compagnon de sa vie.

### Écriture poétique
En 1922, elle publie à Milan son premier recueil de poésie, Tormento, avec une préface de l'anarchiste italien Errico Malatesta.
Parallèlement à son travail d'écriture poétique, elle contribue à la presse anarcho-syndicaliste de l'Unione Sindacale Italiana, s'impliquant particulièrement dans la lutte anti-militariste lors de la Première Guerre mondiale.

### Activiste anarcho-syndicaliste et anti-fasciste

Unione Sindacale Italiana.

Son compagnon Armando Borghi est secrétaire de l'Unione Sindacale Italiana (USI) et de son hebdomadaire Guerra di classe. Durant l'incarcération de ce dernier, en 1921, elle assume seule cette responsabilité. En mars 1922, elle est désignée par le congrès de l'USI comme secrétaire aux côtés de Borghi.
La montée du fascisme en Italie l'oblige à fuir le pays en 1923. Elle se réfugie d'abord en Allemagne, puis aux Pays-Bas et en France où elle vit, à Paris, de l'été 1923 à l'automne 1928. De mai 1926 à novembre 1927, elle y dirige le bulletin Veglia, organe des militants anarchistes italiens exilés, publication proche de la coopérative ouvrière La Fraternelle fondée par Sébastien Faure.
À l'automne 1928 elle émigre aux États-Unis, à Brooklyn (New York).
En 1929, une deuxième édition de Tormento est publié en Italie, immédiatement saisie par le régime fasciste qui l'accuse d'inspirer l'« esprit de révolte ».
Elle meurt d'un cancer du sein à New York le 11 mai 1933, à l'âge de 45 ans.

## Philosophie politique
Pour elle, l'anarchisme n'est ni un dogme ni une utopie. Ou, précisément, s'il existe une utopie anarchiste, elle est déjà présente dans la réalité libertaire vécue ici et maintenant. Cette réalité s'exprime dans la lutte constante pour modifier les relations humaines vers toujours plus de liberté et d'autonomie.
En cela elle rejoint la pensée de l'anarchiste italien Errico Malatesta et de son gradualisme révolutionnaire qui postule que « L'anarchisme, doit être nécessairement "gradualiste". On peut concevoir l'anarchisme comme la perfection et c'est un bien que cette conception reste toujours présente à notre esprit tel un phare idéal qui guide nos pas. Mais il est évident que cet idéal ne peut être atteint d'un seul bond, en passant d'un seul coup de l'enfer actuel au paradis rêvé. » Entre la réalité d'aujourd'hui et la réalisation de l'idéal, il existe une démarche volontariste et constructive de progressivité : « il ne s'agit pas de faire l'anarchie aujourd'hui, demain, ou dans dix siècles, mais d'avancer vers l'anarchie aujourd'hui, demain, toujours. ».

## Commentaire
Selon l'historien Philippe Rygiel : « Très jeune, D'Andrea avait perdu l'ensemble de sa famille et avait été contrainte de fréquenter un pensionnat [...] Sa seule consolation y était la lecture : « Je dévorais», se rappelle-t-elle dans l'un de ses récits, « des centaines et des centaines de livres ; les œuvres poétiques de Rapisardi, Leopardi, et en particulier de Negri, étaient mes préférées ». Inspirée par ces lectures, elle a tout d'abord rejoint le Parti socialiste italien, puis s'est convertie à l'anarchisme, devenant, selon les termes des autorités italiennes, une « dangereuse propagandiste et organisatrice d'activités d'extrême gauche, qu'elle dissimule sous couvert d'anti-fascisme ». [...] La popularité de D'Andrea devait autant à son éloquence poétique qu'à son militantisme politique. En 1922, elle publia son premier ouvrage de poésie, Tormento (Tourments), avec une introduction du théoricien anarchiste, Errico Malatesta. Le livre se vendit à 8 000 exemplaires et une seconde édition parut en 1929, alors qu'elle était en exil en France. Les autorités italiennes saisirent rapidement le livre, sous prétexte qu'il « excitait les esprits » et l'accusèrent d'incitation à la rébellion. »

## Œuvres
- Tormento, Milano, Tip. E. Zerboni, 1922, (OCLC 5485050).
- Avec Charles Poggi, Richiamo all'anarchia : protesta e proposta anarchica in otto conferenze pronunciate in terra d'esilio durante la dominazione fascista, Cesena, Edizioni L'Antistato, 1965, (OCLC 5596895).
- Torce nella notte, New York, s.e., 1933, (OCLC 54701306).

## Notices
- Notices d'autorité :   - VIAF
  - ISNI
  - IdRef
  - LCCN
  - GND
  - Italie
  - WorldCat
.
- L'Éphéméride anarchiste : notice biographique.
- Centre International de Recherches sur l'Anarchisme (Lausanne) : notice bibliographique.
- Centre International de Recherches sur l'Anarchisme (Marseille) : notice bibliographique.
- Fédération internationale des centres d'études et de documentation libertaires : carte postale.
- René Bianco, 100 ans de presse anarchiste : notice.
- Institut international d'histoire sociale (Amsterdam) : extraits de bibliographie.
- (en) Libcom : notice biographique.
- (en) Kate Sharpley Library : Virgilia D'Andrea (1888-1933).
- (en) Kate Sharpley Library : Virgilia d'Andrea : a memoir and a tribute.